# Déio Tambasco Ao Vivo
Déio Tambasco Ao Vivo é o terceiro trabalho musical do guitarrista e cantor Déio Tambasco, lançado de forma independente em 2012.
A gravação foi realizada em São Paulo, na casa de shows TonTon Jazz, e contou com as participações de Celso Machado (guitarrista do Oficina G3), Clovis Pinho e Trio Save, Luana Marques e Juliano, Esdras Gallo e da cantora Gabriela Abbud.

## Faixas
1. "Introdução"
2. "Monte do Senhor"
3. "Gangster Mexicano"
4. "Fé"
5. "Paz"
6. "Cuidado"
7. "Evy"
8. "Saudade"
9. "Além do Céu"
10. "Entrega"
11. "Salmos 91"
12. "Muito Mudou"
13. "Jack"
14. "Quero Mais"